# Сусловецька сільська рада
Суслове́цька сільська́ ра́да — адміністративно-територіальна одиниця та орган місцевого самоврядування в Летичівському районі Хмельницької області. Адміністративний центр — село Суслівці.

## Загальні відомості
Сусловецька сільська рада утворена в 1944 році.
- Територія ради: 77,79 км²
- Населення ради: 2 201 особа (станом на 2001 рік)
- Територією ради протікає річка Південний Буг

## Населені пункти
Сільській раді підпорядковані населені пункти:
- с. Суслівці
- с. Антонівка
- с. Копитинці
- с. Новокостянтинів
- с. Попівці

## Склад ради
Рада складається з 16 депутатів та голови.
- Голова ради: Бондарчук Микола Сергійович
- Секретар ради: Кашперська Ніла Олександрівна

### Керівний склад попередніх скликань
| Прізвище, ім'я, по батькові | Основні відомості                                                 | Дата обрання | Дата звільнення |
| --------------------------- | ----------------------------------------------------------------- | ------------ | --------------- |
| Бондарчук Микола Сергійович | Сільський голова, 1948 року народження, освіта вища               | 26.03.2006   | 31.10.2010      |
| Бондарчук Микола Сергійович | Сільський голова, 1948 року народження, освіта вища, безпартійний | 31.10.2010   |                 |

Примітка: таблиця складена за даними сайту Верховної Ради України

### Депутати
За результатами місцевих виборів 2010 року депутатами ради стали:

#### За суб'єктами висування
| Суб'єкт висування                                       | Кількість обраних депутатів | %    |
| ------------------------------------------------------- | --------------------------- | ---- |
| Партія регіонів                                         | 7                           | 43,8 |
| Народна партія                                          | 4                           | 25   |
| Політична партія Всеукраїнське об'єднання «Батьківщина» | 4                           | 25   |
| Єдиний Центр                                            | 1                           | 6,3  |

#### За округами
| № округу                                                | Прізвище, ім'я, по батькові   | Дата визнання обраним | Освіта             | Партійна приналежність                        | Відомості про обраного депутата             |
| ------------------------------------------------------- | ----------------------------- | --------------------- | ------------------ | --------------------------------------------- | ------------------------------------------- |
| Єдиний Центр                                            |                               |                       |                    |                                               |                                             |
| 9                                                       | Ковальов Василь Леонідович    | 03.11.2010            | середня спеціальна | член Єдиного Центру                           | тимчасово не працює                         |
| Народна Партія                                          |                               |                       |                    |                                               |                                             |
| 5                                                       | Кашперська Ніла Олександрівна | 03.11.2010            | вища               | позапартійна                                  | Сусловецька сільська рада, секретар         |
| 6                                                       | Довгий Анатолій Васильович    | 03.11.2010            | середня спеціальна | позапартійний                                 | СТОВ «Промінь», бригадир                    |
| 7                                                       | Кухаренко Людмила Павлівна    | 03.11.2010            | середня спеціальна | позапартійна                                  | Летичівський ТЦ, соц. працівн.              |
| 11                                                      | Шірпал Володимир Семенович    | 03.11.2010            | середня            | член Народної партії                          | СТОВ «Промінь», бригадир                    |
| Партія регіонів                                         |                               |                       |                    |                                               |                                             |
| 1                                                       | Супрун Віктор Іванович        | 03.11.2010            | середня спеціальна | член Партії регіонів                          | СТОВ «Промінь», бригадир                    |
| 2                                                       | Ковальчук Тетяна Олексіївна   | 03.11.2010            | середня            | позапартійна                                  | магазин «Славутич», продавец                |
| 3                                                       | Надобко Ірина Василівна       | 03.11.2010            | середня спеціальна | член Партії регіонів                          | ДВЗ «Берізка», зав. ДВЗ                     |
| 4                                                       | Ковальчук Олена Миколаївна    | 03.11.2010            | середня спеціальна | позапартійна                                  | Новокостянт. бібліотека, зав. бібліотек.    |
| 8                                                       | Кушнір Сергій Олександрович   | 03.11.2010            | вища               | позапартійний                                 | Сусловецька сільська рада, землевпорядник   |
| 15                                                      | Горбатюк Надія Іванівна       | 03.11.2010            | вища               | член Партії регіонів                          | Копитинецька загальноосвітня школа, вчитель |
| 16                                                      | Матіяш Віктор Степанович      | 03.11.2010            | середня            | позапартійний                                 | СТОВ «Промінь», тракторист                  |
| Політична партія Всеукраїнське об'єднання «Батьківщина» |                               |                       |                    |                                               |                                             |
| 10                                                      | Вуйко Михайло Васильович      | 03.11.2010            | вища               | позапартійний                                 | Сусловецька загальноосвітня школа, вчитель  |
| 12                                                      | Вараниця Алла Павлівна        | 03.11.2010            | вища               | член Всеукраїнського об'єднання «Батьківщина» | Сусловецька загальноосвітня школа, вчитель  |
| 13                                                      | Іщук Сергій Іванович          | 03.11.2010            | середня            | позапартійний                                 | тимчасово не працює                         |
| 14                                                      | Прус Ольга Володимирівна      | 03.11.2010            | вища               | позапартійна                                  | ДВЗ «Ромашка», вихователька                 |